# Gunfighters of the Northwest
Gunfighters of the Northwest é um seriado estadunidense de 1954, gênero aventura e Western, dirigido por Spencer Gordon Bennet e Charles S. Gould, em 15 capítulos, estrelado por Jock Mahoney, Clayton Moore e Phyllis Coates. Foi produzido e distribuído pela Columbia Pictures, e veiculou nos cinemas estadunidenses a partir de 15 de abril de 1954.
Foi o 53º entre os 57 seriados produzidos pela Columbia Pictures.

## Sinopse
Um vilão misterioso conhecido apenas como The Leader, comanda um cavalo branco rebelde, na tentativa de criar uma república independente, a "White Horse Republic", no noroeste do Canadá. Financiados pelo ouro de Marrow Mine, eles atacam assentamentos canadenses na área. O sargento Ward da Polícia Montada e seu ajudante Constable Nevin trabalham para desestabilizar os “White Horse Rebels” e descobrir a verdadeira identidadede de The Leader. Uma complicação adicional vem sob a forma das Primeiras Nações, os Blackfeet que vão sendo empurrados dos Estados Unidos para o Canadá, surgindo ataques de ambos os lados, e os quais os rebeldes tentam usar como bodes expiatórios para seus próprios ataques.

## Produção
A filmagem do seriado teve lugar ao ar livre no Big Bear Lake, na Califórnia. Mesmo uma cena em uma caverna foi filmada lá fora com o diretor Spencer Gordon Bennet configurando a iluminação para dar a impressão de ser uma filmagem interna. Durante as filmagens, o elenco e a equipe ficaram num hotel nas proximidades.
Os dois heróis, Jock Mahoney e Clayton Moore, foram feridos durante a produção. No segundo dia de filmagem, o cavalo de Moore o atirou no chão, deixando-o inconsciente. O assistente de direção o levou a um médico em Big Bear, que recomendou-lhe ficar de cama por um tempo, após o qual Moore visitou um quiroprático na cidade, que o ajudou; ele conseguiu fazer todas as cenas dramáticas sem problemas. Mahoney foi ferido no mesmo dia, ferindo um metatarso em uma cena de luta, mas  conseguiu andar e continuar a filmar no dia seguinte.
Moore havia atuado como o Lone Ranger na série de televisão The Lone Ranger, até ser substituído por John Hart, em 1952. Hart estava naquele tempo namorando a protagonista Phyllis Coates e visitou o set de filmagens. Quando Moore foi ferido, a produção precisou de um dublê para substituí-lo em uma cena de equitação e Hart se ofereceu. Hart acabou dublando Moore em várias cenas do seriado.

## Elenco
- Jock Mahoney … Polícia Montada Sargento Joe Ward
- Clayton Moore … Constable Bram Nevin
- Phyllis Coates … Rita Carville, agente disfarçada
- Don C. Harvey … Otis Green
- Marshall Reed … Gale Lynch
- Rodd Redwing … Bear Tooth, agressivo Blackfoot
- Lyle Talbot … Inspetor Wheeler
- Tommy Farrell … Constable Arch Perry
- Lee Roberts … Arnold Reed
- Terry Frost … Wildfoot
- Joseph Allen, Jr. … Fletcher Stone
- Gregg Barton … Hank Bridger
- Chief Yowlachie … Running Elk, chefe dos Blackfeet
- Pierce Lyden … Dakota
- William Fawcett … mineiro e guarda de Marrow Mine
- John Hart … Sargento Dan Wells
- Kermit Maynard … polícia montada

## Capítulos
1. A Trap for the Mounties
2. Indian War Drums
3. Between Two Fires
4. Midnight Raiders
5. Running the Gauntlet
6. Mounties at Bay
7. Plunge of Peril
8. Killer at Large
9. The Fighting Mounties
10. The Sergeant Gets His Man
11. The Fugitive Escapes
12. Stolen Gold
13. Perils of the Mounted Police
14. Surprise Attack
15. Trail's End

Fonte: